# 岡加依子
岡 加依子（おか かよこ 1979年〈昭和54年〉9月7日 - ）は、エフエム香川のアナウンサー、元舞台女優。香川県綾歌郡飯山町（現・丸亀市）出身。

## 来歴
丸亀市立飯山中学校、香川県立丸亀城西高等学校、駒澤大学英米文学科卒業。劇団「ミヤコハンター」に所属。
卒業後も東京で暮らしていたが、2006年に帰郷し入社。愛称は「オカピ」。血液型はO型。
番組取材のほか、様々なイベントの司会、MC、コーディネーターを務める
。

## 人物
- 中学時代はソフトボール部に所属。
- 東京時代には、演劇ぶっくの「ENBUゼミナール」に一年間演劇を学んだ後、結成した劇団で舞台女優をやっていたため、様々な声色・ものまねを披露している。その後2006年に東京から帰郷して、FM香川に入社する。
- 趣味はゲーム、マラソン・歩くこと。
- KAN・コリン・ファーズ・踊る大捜査線のファン。
- 野球観戦が好きで東京ヤクルトスワローズのファンのため、試合観戦に神宮球場まで行くこともある。
- 犬好きであり、特に柴犬が好みである。
- 座右の銘は「私の幸せ、天井知らず」
- 弟がいる。
- 視力が弱いため、コンタクトレンズを使用している。
- テンションが高いキャラクターである。
- 番組のエンディングやコーナーの結びでは「じゃーまにー」と言うことが多い。

## 現在の担当
- JOY-U・CLUB（水曜担当）
- ニュース
- 天気予報
- ナレーション

## 過去の出演番組
- ニジュウマルな放課後
- ニジュウマルな放課後X

## イベント
- サヌキロックコロシアム（FM香川ステージ）
- コスモアースコンシャス・アクトクリーンキャンペーン